# Івашин Денис Євгенійович
Денис Євгенійович Івашин (нар. 6 червня 1979) — білоруський журналіст і політв'язень режиму Лукашенка.

## Біографія
Виріс і жив у Гродно. За освітою економіст і політолог.
2014 року був активним учасником Революції гідності в Україні, з самого початку російсько-української війни займався благодійністю для мігрантів із зони АТО в Україні. Пізніше приєднався до «ІнформНапалму», міжнародної волонтерської спільноти, яка досліджує вплив російської агресії на інші країни, як РОЗВД-дослідник та перекладач. Став головним редактором білоруської версії ресурсу.
У 2017 році суд Фрунзенського району Мінська (суддя — Євген Пісаревич) його заарештував на п'ять діб за висвітлення подій Дня Волі.
З 2018 року — позаштатний кореспондент газети «Новы Час».
Опублікував розслідування впливу російських націоналістів на Білорусь, будівництво в Куропатах, перехід колишніх бійців українського спецвідділу міліції «Беркут» до силових структур режиму Лукашенка в Білорусі.

### Арешт і ув'язнення
Затриманий працівниками КДБ Білорусі 12 березня 2021 р., наступного дня після інтерв'ю на каналі «Настоящее время», якому повідомив про результати свого журналістського розслідування. Звинувачений у «втручанні в діяльність правоохоронців» (ст. 365 КК). Колеги та родичі пов'язують його арешт із професійною журналістикою, зокрема з публікацією розслідування щодо бійців «Беркуту».
Його затримання викликало занепокоєння МЗС України, яко 15 березня 2021 року зазначило, що Івашин лише «допомагав розповідати світові про злочини у ході російської агресії проти України», в той час як журналістська діяльність не може і не має бути приводом для переслідування.
24 березня 2021 року спільною заявою восьми організацій, серед яких Правозахисний центр «Вясна», Білоруська асоціація журналістів, Білоруський Гельсінський комітет, Білоруський ПЕН-центр, був визнаний політичним в'язнем. Міжнародне товариство прав людини також визнало Івашина політичним в'язнем. 30 червня 2021 року шефство над політичним в'язнем взяв Шон Гогі, депутат Дойл Ерен.
Восени 2021 року Івашину висунули ще одне звинувачення у «державній зраді» (ст. 356 КК Білорусі). Під час ув'язнення Івашина неодноразово кидали в карцер.також Денис у тюрмі захворів. Невідома інфекція спричинена антисанітарними умовами.
17 серпня 2022 у Гродно розпочалося друге засідання закритого процесу над Денисом Івашиним. Під час суду він вигукнув: «Жыве Беларусь! Слава Україні!» 13 вересня 2022 року суд в  Гродно  виніс вирок - 13 років і 1 місяць колонії посиленого режиму. Про це повідомив правозахисний центр «Вясна». Наприкінці лютого 2023 р. Дениса перевели до Тюрми № 1, а у березні перевели назад до могилівської ВК № 15. Наприкінці червня 2023 року журналіста перевели на тюремний режим у Жодіно.

## Особисте життя
Івашин має українське коріння з боку свого батька, який походить із Дніпра, і статус «закордонного українця». Батько помер; станом на 2021 р. родина Івашина: мати Людмила, дружина Ольга та старший брат Микола, який живе у Франції.